# Georg Christian Kessler

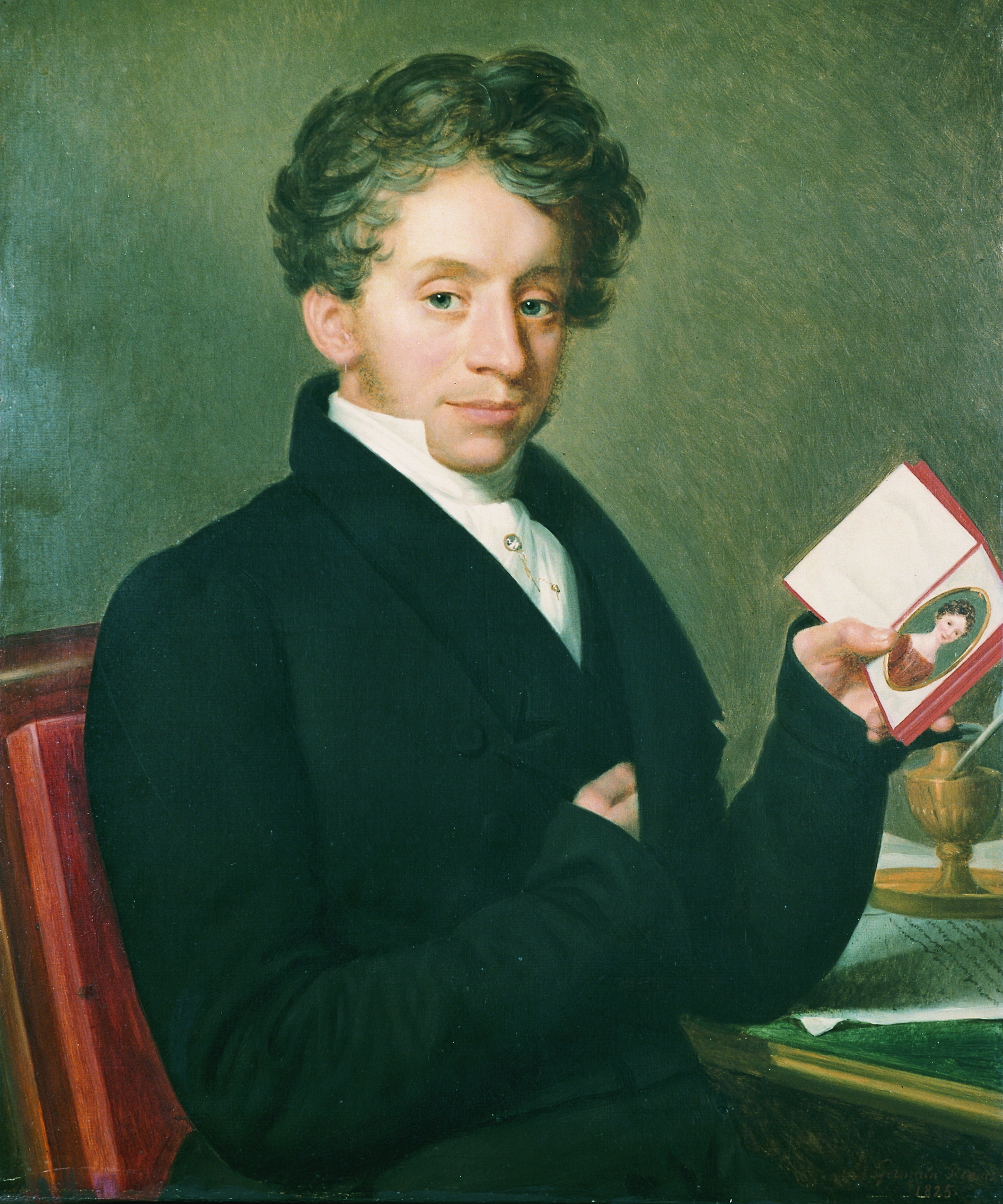
Georg Christian von Kessler, Gemälde von Jean-Baptiste-Louis Germain (1782–1842), Reims, aus dem Jahr 1825.

Georg Christian von Kessler (* 30. März 1787 in Heilbronn; † 16. Dezember 1842 in Stuttgart) gründete am 1. Juli 1826 in Esslingen am Neckar gemeinsam mit Heinrich August Georgii die Firma „G. C. Kessler & Co.“, heute die älteste Sektkellerei Deutschlands. Zugleich gilt der Fabrikant als ein „Wegbereiter der württembergischen Industrie“.

## Karriere bei Veuve Clicquot
Georg Christian wurde als viertes Kind des Stadtgerichtsassessors und Organisten Johann Wilhelm Kessler (* 5. April 1756 in Walldorf, Sachsen-Meiningen; † 10. September 1825 auf Gut Neuhof, Oberamt Neckarsulm) und der Schneidermeistertochter Johanna Christine Gesswein (* 18. Januar 1753 in Heilbronn; † 9. November 1798 in Heilbronn) in Heilbronn geboren. Bis zu seinem 14. Lebensjahr besuchte Georg Christian das Gymnasium in Heilbronn. Dann verließ er das Gymnasium, um eine Ausbildung zu beginnen. Eine akademische Laufbahn, wie sie Kesslers älterer Bruder Heinrich (* 30. März 1783 in Heilbronn; † 10. März 1842 in Oppenweiler) einschlug, blieb ihm künftig verwehrt. Den Wunsch seines Vaters, eine Ausbildung zum Silberarbeiter zu absolvieren, lehnte er ab. Stattdessen begann er in Neuwied eine Kaufmannslehre in einem Einzelhandelsgeschäft für Farben, Gewürze und Lederwaren. Für die Stelle musste ein Lehrgeld von 300 Gulden bezahlt werden. Vermittelt wurde ihm die Lehrstelle von Freunden seines Vaters, der inzwischen den Plänen seines Sohnes zugestimmt hatte. Während seiner Lehrzeit nahm Kessler Sprachunterricht bei einem Priester, der während der Französischen Revolution emigriert war. Aufgrund seiner Sprachkenntnisse wechselte er 1804 nach drei Lehrjahren – das vereinbarte vierte Lehrjahr hatte ihm sein „Principal“ erlassen – als Comptorist in eine Lederwarenhandlung nach Mainz, das damals zu Frankreich gehörte und für seine feinen Lederwaren bekannt war.
Wie Kessler zu Veuve Clicquot-Fourneaux et Cie. nach Reims gekommen ist, darüber gibt es zwei Lesarten. Die Quellen des Hauses Clicquot berichten, dass Kessler am 1. Juli 1807 auf Empfehlung von Ludwig (Louis) Bohne als Commis (Buchhalter) eingestellt wurde. Bohne stamme aus einer Mannheimer Familie und sei 1801 in Basel mit François Clicquot zusammengetroffen, der nach einem Vertreter für seine Firma gesucht habe. Kessler selbst hat später gesagt, einer seiner Schulkameraden sei in dem Champagner-Weinhandlungsgeschäft Veuve Clicquot Fourneaux & Cie. in Reims als Buchhalter angestellt gewesen und für diese Firma gereist. „Es war ihm überlassen, seinen Stellvertreter vorzuschlagen, und seine Wahl fiel auf mich.“ Kessler berichtet weiter, er sei mit gemischten Gefühlen nach Reims gefahren, weil er sich der Aufgabe nicht ganz gewachsen fühle. Aber dann habe es sich doch alles wesentlich besser angelassen und er sei sehr schnell und fest im Sattel gesessen.
Um 1807 befand sich das Unternehmen wegen der durch Napoleon verhängten Kontinentalsperre in wirtschaftlichen Schwierigkeiten, weil Großbritannien als wichtiges Absatzgebiet für Champagner weggebrochen war. Zudem war im Oktober 1805 François Clicquot verstorben, der Inhaber der 1772 von seinem Vater Philippe Clicquot-Muiron gegründeten Weinhandlung. Seine Witwe Barbe-Nicole Clicquot-Ponsardin (1777–1866) entschied sich, das Unternehmen weiterzuführen, seit 1806 mit dem Wein- und Textilhändler Alexandre Jérôme Fourneaux als zweitem Teilhaber, wobei jede Partei die für damalige Verhältnisse hohe Summe von 80.000 Francs investierte. Nach Ablauf des Gesellschaftervertrages mit Fourneaux im Sommer 1810 führte sie das Unternehmen als Einzelgesellschafterin weiter.
Der katastrophale Ausgang des Russlandfeldzuges im Jahr 1812 und die sich abzeichnende Niederlage Napoleons nach der Völkerschlacht bei Leipzig im Oktober 1813 spiegelten sich auch am schlechten Geschäftsverlauf des Hauses Clicquot wider. Seit 1806, als Barbe-Nicole das Unternehmen führte, war der Umsatz um 80 Prozent zurückgegangen. Die Verkaufsagenten hatten immer weniger Erfolg, weil die Kunden durch Kontributionen und hohe Steuern zur Finanzierung des Krieges belastet wurden; zudem wurden die Reisen immer gefährlicher und das Verkaufsgebiet aufgrund des Rückzugs der französischen Heere immer kleiner. In diesen schwierigen Jahren, als Barbe-Nicole viele Mitarbeiter entlassen musste, erwies sich Kessler als tüchtiger Mitarbeiter. Er lernte schnell die Besonderheiten des Champagnergewerbes und erhielt bereits am 20. Juli 1810 Prokura, nachdem sich Barbe-Nicole von Alexandre Jérôme Fourneaux getrennt hatte. Jetzt bezieht Kessler ein festes Gehalt von 1200 Livres, außerdem erhält er für jede Weinbestellung, die über 100 Livres hinausgeht, 2 Livres und 2½ Centimes für jede Flasche.
Allerdings ließ ihn seine württembergische Heimat nie ganz los. Im Dezember 1811 musste er nach Heilbronn reisen, weil man ihn „mit Gewalt“ für die Armee des Königs von Württemberg anwerben wollte. Kessler wird jedoch Anfang 1812 von der Musterungskommission in Stuttgart für wehruntauglich erklärt und endgültig aus den Listen gestrichen.

## Schaumwein um 1800
Kessler kam nach Reims, als sich das Champagnergeschäft im Umbruch befand. Im Jahr 1801 veröffentlichte Jean-Antoine Chaptal ein richtungweisendes Buch über Verbesserung des Weins, in dem erstmals der chemische Zusammenhang zwischen Hefe und Zucker sowie zwischen Gärung und Alkoholentstehung beschrieben wird. Obwohl die Kunst der Schaumweinerzeugung seit dem 17. Jahrhundert bekannt war, beschrieb Chaptal zum ersten Mal mit wissenschaftlichem Blick den gesamten Prozess vom Spülen der Flaschen bis zum Verkorken des Champagners. Sein Buch diente vielen Weinhändlern der Champagne als Leitfaden zum Aufbau des lukrativen Schaumweingeschäfts, mit dem ein bis zu viermal höherer Preis gegenüber stillem Fasswein erzielt werden konnte. Heute noch wird der Zusatz von Zucker zur Erhöhung des Alkoholgehalts während der Gärung als chaptalisieren bezeichnet.
Bis zum Ende des 18. Jahrhunderts wurde der vin mousseux trüb getrunken, weil die für die Gärung zugesetzte Hefe nur teilweise vom schäumenden Wein getrennt werden konnte. Beim Umfüllen des Schaumweins von der Gärflasche mit dem abgesetzten Trub in die Verkaufsflasche – das so genannte Transvasieren – ging ein großer Teil der bei der Gärung entstandenen Kohlensäure verloren. Bei Veuve Clicquot lernte Kessler das neue, von Anton (Antoine) Müller entwickelte Rüttelverfahren kennen. Dabei werden die Schaumweinflaschen nach der Gärung und Lagerung so lange vorsichtig gerüttelt, bis sich die Hefe und der Trub im Flaschenhals auf dem Korken abgesetzt haben. Nach etwa sechs Wochen hat sich die gesamte Hefe am Ende des Flaschenhalses gesammelt, dann wird der Korken geöffnet und die Hefe schießt, getrieben vom Innendruck der Flasche, heraus. Vor dem Verschluss der Flaschen mit dem Versandkorken wird ein klein wenig gesüßter Wein – der liqueur d’expédition – zugesetzt.
Schaumwein wurde damals etwa ein bis eineinhalb Jahre in kühlen Kellern in Flaschen auf der eigenen Hefe gelagert. Dies bedeutet, dass der moussierende Wein etwa zwei Jahre nach der Ernte auf den Markt kam. Damit war für die Erzeuger ein hohes finanzielles Risiko verbunden. Neben den technischen Schwierigkeiten, einen klaren, perlenden Schaumwein zu produzieren, bestand immer die Gefahr hoher Verluste durch Glasbruch. Ein Vorteil gegenüber der Fassweinerzeugung war jedoch, dass sich der einmal vergorene, aber noch nicht von der Hefe getrennte Schaumwein über viele Jahre in Flaschen stabil lagern ließ, während Wein in Holzfässern bereits nach wenigen Monaten an Qualität verlor.
Mit dem heutigen Geschmacksbild eines frischen, spritzigen und tendenziell trockenen Schaumweins hatte der moussierende Wein – die Bezeichnung „Champagner“ setzte sich erst um 1860 allmählich durch – wenig zu tun. Im frühen 19. Jahrhundert wurde Schaumwein nicht als Aperitif vor dem Essen gereicht. Damals war er vielmehr ein schäumender, für den heutigen Geschmack extrem süßer Dessertwein, der sehr kühl serviert wurde. Schaumweine hatten damals häufig 200 Gramm Restzucker je Liter. Um den Wunsch der Kunden nach süßen Schaumweinen zu befriedigen, füllten die Produzenten großzügige Dosen an in Wein gelöstem Zucker oder Weinbrand in die entheften Flaschen, bevor sie mit dem Versandkorken verschlossen wurden. Russische Kunden verlangten noch süßere Qualitäten. Weine mit 300 Gramm Zucker galten als angenehm – selbst Eiswein hat heute kaum mehr als 200 Gramm Zucker. Ein Champagner der Kessler-Zeit entsprach somit einem extrem süßen Dessertwein mit Kohlensäure, der sehr kalt getrunken wurde.
Der Schaumwein des frühen 19. Jahrhunderts zeigte bereits das charakteristische Moussieren, das durch die im Wein unter Druck gebundene Kohlensäure entsteht und sich nach dem Öffnen der Flasche in Form vom tausenden kleiner CO2-Bläschen aus der Flüssigkeit löst. Allerdings dürfte der Druck nur etwa der Hälfte des heutigen Innendrucks von etwa 6 bar entsprochen haben. Selbst Schaumweinflaschen mit dicken Wänden und nach innen gewölbtem Boden hielten höchstens einem Druck von etwa 3 bar Stand, weshalb während der Gärung ein großer Teil der Flaschen platzte.
Im frühen 19. Jahrhundert hatte der Schaumweinverkauf den Charakter einer Blindverkostung. Etiketten zur Kennzeichnung der Flaschen waren die Ausnahme, allenfalls befand sich auf dem Korken ein Symbol des Champagnerhauses, bei Clicquot-Ponsardin war es ein Anker. Die ersten Flaschen mit Etiketten aus dem Haus Clicquot stammen aus dem Jahr 1814, weil ausländische Kunden sichergehen wollten, dass sie für die hohen Preise, die sie für den roten Jahrhundert-Champagner von 1811 aus Bouzy zahlten, auch den richtigen Inhalt erhielten. Diese frühen Etiketten waren in schlichtem Weiß gehalten und trugen den Jahrgang und die Lage des Weines sowie einige florale Girlanden zur Dekoration. Erst im Lauf der folgenden Jahre entwickelten sich Etiketten zum festen Bestandteil der Ausstattung und zum Träger der Marke des Erzeugers.

## Auf dem Gipfel
Über die Rolle Kesslers in der kritischen Übergangsphase zwischen der Niederlage Napoleons und der Restauration der Bourbonenherrschaft im Frühjahr 1814 ist wenig bekannt. Damals wurden Reims und andere Städte der Champagne von den alliierten Truppen der Russen und Preußen besetzt, die Kontributionen erhoben. Obwohl der russische Stadtkommandant, Prinz Sergej Alexandrowitch Wolkonski, die schlimmsten Ausschreitungen verhindern konnte, kam es wiederholt zu Plünderungen, auch bei Veuve Clicquot. Ein Indiz, dass Kessler in dieser Zeit tatsächlich „nicht unwesentliche Dienste“ für das Haus Clicquot geleistet hat, ist sein Aufstieg zum Teilhaber, zum Associé, der am 1. Januar 1815 wirksam werden sollte.
In den Jahren nach dem Zusammenbruch der napoleonischen Herrschaft beauftragte Madame Clicquot Kessler und den weit gereisten Verkaufsagenten Louis Bohne, den Export auszubauen. Veuve Clicquot gelang es als erstem Champagnerhaus, unter Umgehung des Importverbotes für französische Waren, im Juni 1815 2.190 Flaschen „Champagner Wein“ und ein Fass mit dem Volumen von 200 Flaschen auf dem niederländischen 70-Tonner Les Gebroders via Königsberg nach Russland zu transportieren. Als Louis Bohne mit der ersten Lieferung in St. Petersburg eintraf, belagerten ihn die Kunden, um einige Flaschen zu ergattern. Bohne schrieb an Madame Clicquot, dass er 5,50 Francs je Flasche erhalten habe, nach heutigen Maßstäben sind das etwa 50 Euro. In diesen Jahren des Erfolgs scheint die Beziehung Georg Christians zu Madame Clicquot ungetrübt gewesen zu sein. Kessler fühlte sich wohl in Frankreich und schlug auch privat Wurzeln in der neuen Heimat: im Mai 1819 heiratete Kessler Marguerite Clémence Jobert (1799–1825) aus einer angesehenen Fabrikanten- und Tuchhändlerdynastie aus Sedan.
Den Gipfelpunkt seiner Karriere erreichte Kessler im Jahr 1821 – zugleich war dies der Wendepunkt. In diesem Jahr verkaufte Clicquot 280.000 Flaschen Schaumwein – zehn Jahre später, nach Kesslers Fortgang, waren es nur noch 145.000 Flaschen. In einem Rundbrief vom 1. Dezember 1821 teilte Barbe-Nicole ihren Geschäftspartnern mit, dass Kessler „als Zeichen der Dankbarkeit für die großen geleisteten Dienste“ das gesamte Vermögen der Firma zum 20. Juli 1824 erhalten werde. Dazu kam es jedoch nicht, aus unbekannten Gründen wurde diese Entscheidung bereits am 1. Juli 1822 zurückgenommen. Kessler übernahm das Unternehmen nicht, behielt aber Prokura.
Was zwischen 1821 und 1823 geschah, ist bisher nicht geklärt. Ein geschäftlicher Misserfolg Kesslers ist in diesen Jahren nicht belegt. Möglicherweise geriet Kesslers Position bei Veuve Clicquot ins Wanken, nachdem sein Geschäftspartner Louis Bohne – er war übrigens seit 1810 mit der Tochter des württembergischen Beamten und späteren Legationsrates Karl-Heinrich Rheinwald aus Stuttgart verheiratet – im Jahr 1821 auf einer vereisten Brücke ausgerutscht und an den Folgen des Sturzes gestorben war. Sicher ist, dass Kessler nach 1821 mit dem jungen, ehrgeizigen Eduard Mathias Werle (1801–1886) einen Konkurrenten bekommen hatte. Er trat die Nachfolge des legendären Kellermeisters Anton („Antoine“) von Müller (1788–1859) an, der zwölf Jahre lang für die Keller im Hause Veuve Clicquot verantwortlich war. Die Zeitgenossen fanden lobende Worte für Werle, der sich später Édouard Mathieu Werlé nannte, charakterisierten ihn aber auch als „autoritaire, impérieux et dominateur“. Werler drängte wie Kessler nach oben – das Champagnerhaus wird ihm später als Sprungbrett in die Politik dienen: von 1852 bis 1868 war Werle, der Sohn eines kleinen Postmeisters aus der ehemaligen Reichsstadt Wetzlar, durch die Protektion Barbe Nicoles Bürgermeister von Reims, 1862 wurde er zum Abgeordneten der gesetzgebenden Versammlung Frankreichs gewählt.
Eingeleitet wurde der Rückzug Kesslers aus dem Reimser Betrieb durch die Ernennung Eduard Werles zum Kellermeister am 16. Mai 1822, nur ein Jahr nach seinem Eintritt. Gleichzeitig erlaubte ihm Madame Clicquot, während ihrer Abwesenheit in geschäftlichen Angelegenheiten per procura zu zeichnen. Das war ein Affront gegen Kessler, der nun erkannte, dass aus dem Versprechen vom August 1821 nichts mehr werden würde. Seit dieser Zeit hatte er den Gedanken endgültig aufgegeben, Clicquot-Ponsardin zu übernehmen, wie es Eduard Werle mit seinem Eintritt als Teilhaber im Sommer 1831 gegen Einlage von 100.000 Francs (umgerechnet rund Millionen Euro) gelang.
Jahre später, als Kessler längst das Unternehmen verlassen hatte, geriet die Bank in den Sog der Wirtschafts- und Finanzkrise der Jahre 1827/30, deren Niedergang Eduard Werle später Kessler anlastete und das gesamte Unternehmen aufgrund hoher Verschuldung an den Rand des Ruins brachte (siehe unten). Der Misserfolg der Bankgeschäfte, für die Kessler zwar nicht verantwortlich war, wurden ihm dennoch zugeschrieben. Die Rettung des Unternehmens aus dieser Krise – Werle soll 1827 bei dem befreundeten Pariser Bankier Rougemont de Lowenberg in einer Nacht-und-Nebel-Aktion zwei Millionen Francs in bar besorgt haben – schrieb sich hingegen Barbe-Nicoles neuer Favorit auf die Fahnen.
Wie bei in anderen Ereignissen schrieb auch hier der Sieger – Eduard Werle – die Geschichte und Kessler wandelte sich im offiziellen Geschichtsbild des Hauses Clicquot zum ehrgeizigen, aber unbesonnenen Träumer, der das Unternehmen in große Gefahr gebracht hat – und seinen Retter umso mehr glänzen ließ. Die tatsächliche zeitliche Abfolge der Ereignisse und das überlegte und kluge Vorgehen bei der Gründung seines eigenen Unternehmens in Esslingen nährt jedoch Zweifel an dieser einseitigen Deutung der Ereignisse zu Lasten Kesslers.

## Industriepionier
Am 26. Februar 1825 starb Kesslers junge Frau zehn Tage nach der Geburt der gemeinsamen Tochter. Der Tod Marguerites markiert den Anfang vom Ende von Kesslers Karriere in Reims. Dieser Schicksalsschlag verstärkte seinen Wunsch, nach Württemberg zurückzukehren. Tatsächlich begann Kessler seit dieser Zeit, seine Fühler nach Esslingen am Neckar auszustrecken. In seinem Lebensbericht lesen wir, dass er „nach Württemberg, wohin seit 1803 sein Geburtsort gehörte, einzelne, noch wenig daselbst einheimische Industriezweige zu verpflanzen, in der rühmlichen Absicht, seine Fürsorge für Geschwister, die eine Unterstützung von ihm erwarteten, dadurch zu betätigen.“ Auf Betreiben Kesslers wurde in Esslingen eine moderne Spinnerei aufgebaut, wo qualifizierte Arbeitskräfte zu niedrigen Lohnkosten in großer Zahl zur Verfügung standen. Kurz danach folgte eine weitere Spinnerei in Pontfaverger in der Champagne.
Am 10. April im Jahr 1825 beteiligte sich Veuve Clicquot in der Person Kesslers an der Tuchfabrik für maschinengesponnene Kamm- und Streichgarne, die Kesslers Schwager Christian Ludwig Hübler 1823 in Esslingen gegründet hatte. Hübler stammte aus einer angesehenen Ludwigsburger Kaufmanns- und Unternehmerfamilie. Sein Bruder war der „Materialist“ August Gottlieb Hübler (1788–1833), dessen Tochter den Stuttgarter Fabrikanten Wilhelm Heinrich Siegle (1815–1863) geheiratet hatte, den Vater Gustav Siegles, der bis heute als Paradebeispiel schwäbischen Unternehmertums gilt.
Christian Ludwig Hübler, der am 4. Mai 1819 Kesslers Schwester Johanne Friederike geheiratet hatte, bewegte sich in einem Milieu von Unternehmern und nutzte die neuen technischen Möglichkeiten, die ihm die beginnende Industrialisierung bot. Offenbar florierte das 1824 von den Esslinger Behörden genehmigte Unternehmen von Beginn an. Kesslers und Hüblers Werkmeister Conrad Wolf, der spätere Teilhaber der Firma Merkel & Wolf, beherrschte sein Handwerk und trug wesentlich zur Expansion in den ersten Jahren bei. Kessler forcierte von Reims aus den weiteren Ausbau der Textilfirma in Esslingen. Sämtliche Maschinen sollen aus Sedan – woher Kesslers erste Ehefrau stammte – nach Esslingen geliefert worden sein. Die hoch entwickelten Zylindermaschinen für die Tuchproduktion sowie ein mechanischer Webstuhl, der von Guillaume Louis Ternaux aus Saint-Ouen-sur-Seine geliefert wurde, waren für ihre Zeit hochmodern. Kessler konnte mit seinem Maschinenpark Produkte von solcher Qualität herstellen, dass sie es mit französischer und britischer Ware aufnehmen konnten.
Kesslers Fabrik auf dem Gelände der 1811 gegründeten Tuchfabrik Steudel ist damit ein frühes Beispiel für eine ausländische Kapitalinvestition in der württembergischen Privatwirtschaft. So begann ein Technologietransfer zwischen dem industriell eher rückständigen Württemberg und den fortschrittlichen französischen Maschinenherstellern. Zugleich führte Kessler moderne, in Großbritannien und Frankreich entwickelte Produktionsmethoden der Garn- und Tuchproduktion ein. Kesslers Modernität zeigte sich auch darin, dass er als erster Lehrlinge im Unternehmen ausbildete. Die Lehrzeit dauerte, wie heute, drei Jahre. Danach musste der Absolvent noch ein weiteres Jahr als Geselle in der Firma arbeiten.
Am 12. April 1825 trat Georg Christians um vier Jahre älterer Bruder Heinrich Kessler in die Firma ein. Er hatte als Offizier in den napoleonischen Kriegen gedient und in Tübingen Kameralwissenschaften studiert. Heinrich Kessler wirkte im Umkreis von Friedrich List (1787–1846), der als Begründer der modernen Volkswirtschaftslehre gilt, und zog 1820 in die Zweite Kammer des Stuttgarter Landtages als Abgeordneter des Oberamts  Öhringen ein. Damit war das Unternehmen fest in Händen der Familie Kessler. Solange Georg Christian hauptsächlich in Reims war, übte sein Bruder Heinrich die Funktion eines Stellvertreters aus.
Kesslers Absicht, eine deutsche Dependance des Hauses Veuve Clicquot zu eröffnen, gab den Ausschlag für die Trennung im Jahr 1826. Eduard Werle wollte Kesslers Expansionspläne verhindern, weil ihm das unternehmerische Risiko zu hoch erschien und er befürchtete, mit dem Geld des Reimser Unternehmens würde ein Betrieb gegründet, der später ein gefährlicher Konkurrent werden könnte.
Dass es bei diesem Konkurrenzkampf wenig zimperlich zuging, zeigt der Blick in eine Publikation, die viele Jahrzehnte nach den Ereignissen über Eduard Werle verfasst wurde:
Als Werle 1822 Kellerchef geworden war „hatte Madame Clicquot als Partner und Kodirektor einen gewissen Kessler, der intelligent, aber ehrgeizig und gerissen war. Als 1822 wegen einer Wirtschaftskrise das Champagnergeschäft stagnierte, entschloss sich Madame Clicquot auf das Betreiben von Herrn Kessler, die Bankgeschäfte und den Textilhandel wieder aufzunehmen, die zuvor der geschäftliche Schwerpunkt ihres Schwiegervaters, Herrn Clicquot-Muiron, gewesen waren, die aber ihr verstorbener Ehemann aufgegeben hatte, um sich ganz dem Weingeschäft zu widmen.“
„Die Bankgeschäfte dehnten sich rasch und kräftig aus. Herr Kessler, der große Rosinen im Kopf hatte und das blinde Vertrauen kräftig ausnutzte, das Madame Clicquot ihm entgegen brachte, verwickelte sie in den Aufbau einer Spinnerei in Esslingen. Diese Unternehmung war umso gefährlicher, als die Spinnerei von Mitgliedern der Familie Kessler geleitet, aber durch Madame Clicquots Bank finanziert wurde. Diese sah rasch ein, in welche Sackgasse sie sich begeben hatte, und trennte sich von Herrn Kessler, der auf seine Rechnung die Spinnerei in Esslingen und allen Besitz behielt, der in Deutschland lag.“
Der Aufhebungsvertrag datiert vom 24. Mai 1826: „Der gesamte Besitz in Deutschland gehört Georges Kessler, er ist aber auch für alle dortigen Schulden und Verpflichtungen verantwortlich; für Madame Clicquot gilt das gleiche hinsichtlich der Güte, Vorräte und Gebäude, die die Bank Clicquot in Reims erworben hat. Die französische Spinnerei in Pontfaverger geht ebenfalls in ihren Besitz über.“
Nach dem Bruch mit Veuve Clicquot konzentrierte sich Kessler vollständig auf sein Esslinger Unternehmen. Bereits am 11. Juli 1826 wurde mitgeteilt, dass „Kaufmann Heinrich Kessler und C. L. Hübler“ am 30. Juni 1826 aus der Firma „durch Übereinkunft ausgetreten seien und nunmehr G.C. Kessler als ausschließlicher Besitzer für alleinige Rechnung das Geschäft fortsetze.“ Der 1. Juli 1826 ist das offizielle Gründungsdatum der Kesslerschen Unternehmen.

## Zweite Karriere in Esslingen am Neckar

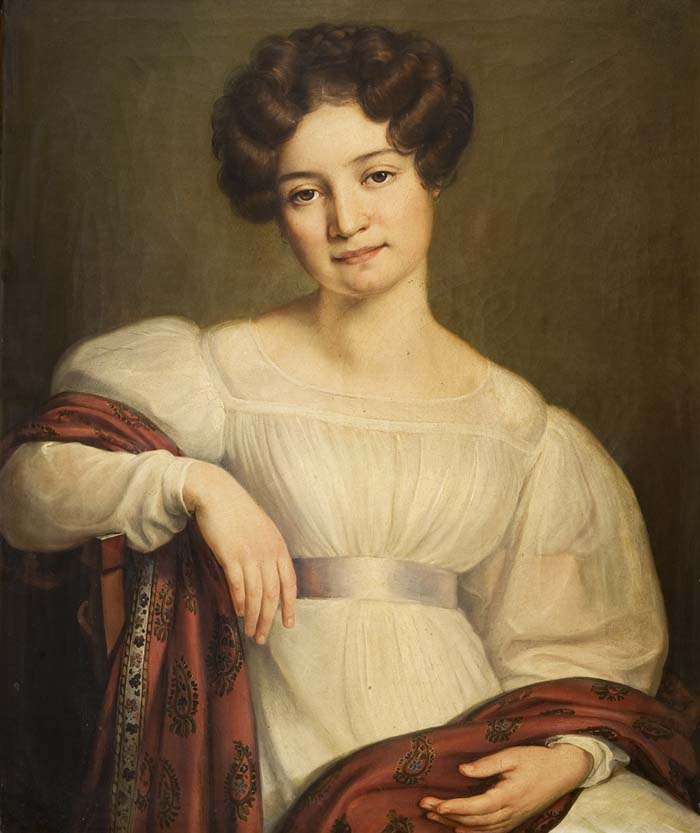
Auguste von Vellnagel, seit 1826 Ehefrau Georg Christian von Kesslers – Gemälde von Ludovike Simanowitz (1759–1827). Foto: Kessler Sekt

Am 23. Januar 1826 heiratete Kessler die zwanzigjährige Auguste von Vellnagel (1. Juni 1806–14. August 1890). Sie war die Tochter des württembergischen Politikers Christian Ludwig August Freiherr von Vellnagel (1764–1853). Vellnagel war Präsident des Oberhofrats, Präsident der Hofdomänenkammer, Staatssekretär und Chef des königlichen Kabinetts. Aufgrund der herausragenden Position seines Schwiegervaters gewann der gerade aus Frankreich heimgekehrte Kessler Zugang zum württembergischen Königshof und zu den Ministerien. Bereits im Mai 1826 nahm König Wilhelm I. von Württemberg die Firma „in Augenschein“ und stellte dabei „das kräftige Bestreben zur Vervollkommnung und zur Belebung dieses Zweiges des vaterländischen Gewerbefleißes“ fest. Vermutlich wurde er auf Kesslers Unternehmen durch einen umfangreichen Zeitungsbericht in der „Schwäbischen Chronik“ vom 12. Februar 1826 aufmerksam, der „Handel und Gewerbe in Württemberg“ vorstellt und mit einer Vorstellung der Textilfirma Kessler, Hübler & Cie beginnt. Die Firma verfolge das Ziel, „wollene und von Wolle und anderen Spinnstoffen, gemischte Gewebe (besonders nach Maßgabe der Französischen Industrie) zu fabriziren, die bisher in Württemberg gar nicht oder doch nur unvollkommen und ungenügens verfertigt werden.“ Bereits zehn Monate nach der Gründung arbeiteten bereits 400 Menschen für die Manufaktur, davon 300 am Standort Esslingen. Die Firma, so der Redakteur der „Schwäbischen Chronik“, liefere einen Beweis, „dass da, wo die MaschinenArbeit häufiger wird, sich auch die Anzahl derjenigen HandArbeiter vermehrt, die ausschließend mit ihrem Gewerbsfach und nicht nebenher mit dem Feldbau sich abgeben, als worauf es, wie wir gesehen haben, hauptsächlich ankommt.“ Die Verfasser finden im Esslinger Unternehmen „im Ausland gebildete Techniker und Maschinen, die beinahe durchgängig nicht in Süd-Deutschland verfertigt worden“ sind. Bemerkenswert ist, dass Kessler Maschinen aus der Firma von Guillaume Louis Ternaux (1763–1833) aus Saint-Ouen-sur-Seine bei Paris bezogen hat:

„Ein in Paris zum Versuche bestellter mechanischer Webstuhl von neuer Erfindung wird, sobald er angekommen, hier ebenfalls Platz finden. Dieser, ohne die Kraft von MenschenHänden webende, Stuhl ist einer von denen, die bei Herrn T e r n a u x in St. Ouen, von diesen und anderen bewährten Sachkennern weit vorzüglicher als die Englischen befunden worden.“

Nach der Trennung von Veuve Clicquot musste Kessler für sein Esslinger Unternehmen schnell frisches Kapital besorgen. Nur wenn er den Betrieb rasch ausbaute, konnte er mit britischen und französischen Produkten konkurrieren. Deshalb versuchte er mit großem Elan, die Firma in eine Aktiengesellschaft umzuwandeln und Teilhaber zu finden. Dieser Plan ist der erste greifbare Vorgang in Württemberg, bei dem ein privatwirtschaftlicher Unternehmer ein Großunternehmen in der Textilbranche aufbauen wollte.
Die Rechtsform Personengesellschaft war für Kessler also nur eine Zwischenstation. Seine Pläne gingen weiter. Zwei Wochen nach Übernahme des Geschäfts versuchte er, Teilhaber für die von ihm von Anfang an beabsichtigte Umwandlung der Gesellschaft in eine Aktiengesellschaft zu finden. In einer Beilage des Schwäbischen Merkur vom 13. Juli machte er sein Vorhaben öffentlich bekannt:

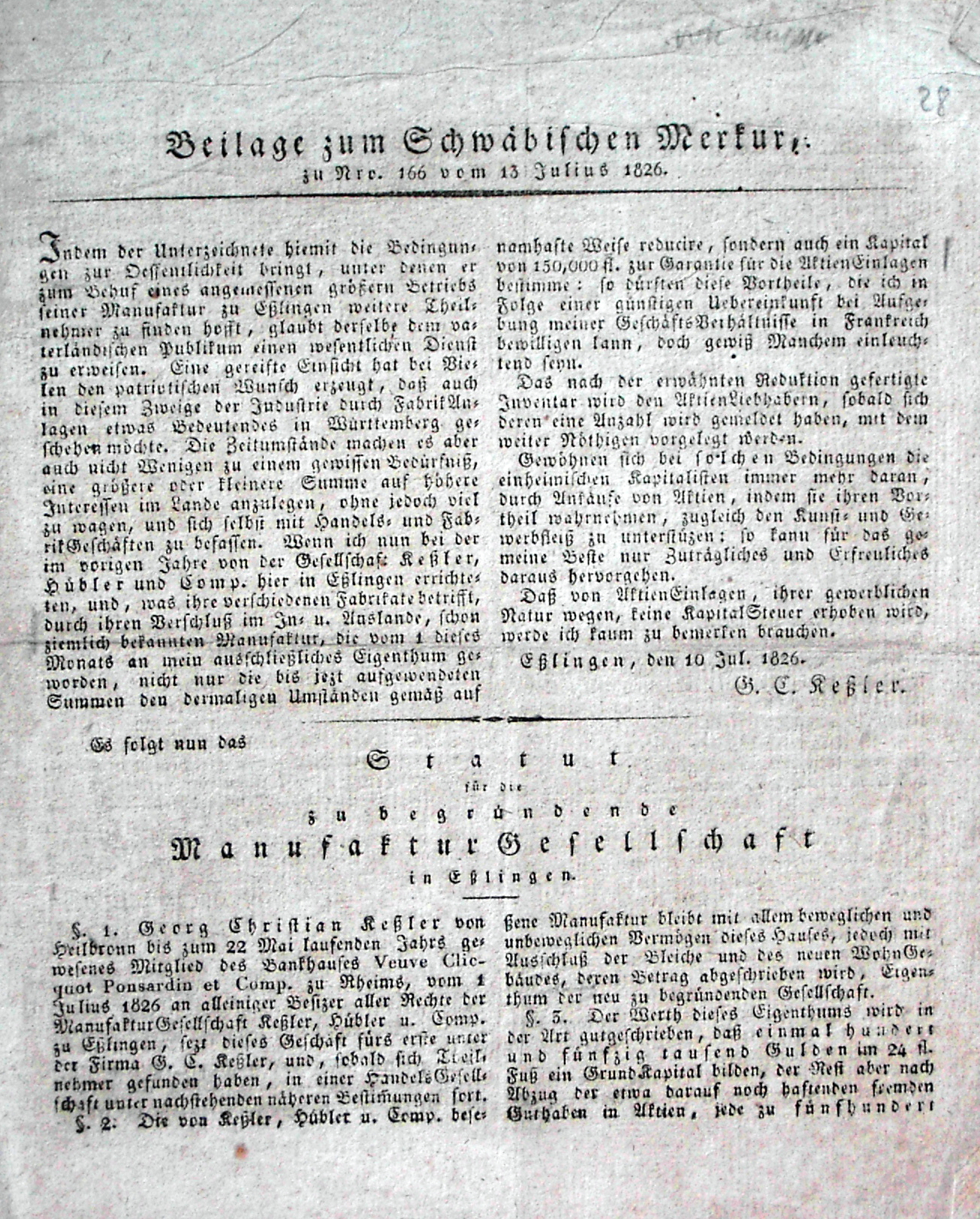
Aufruf Georg Christian Kesslers, sich bei seiner Textilfabrik in Esslingen am Neckar als Aktionär zu beteiligen. Beilage zur „Schwäbischen Chronik“ vom 13. Juli 1826

„Eine gereifte Einsicht hat bei Vielen den patriotischen Wunsch erzeugt, dass auch in diesem Zweige der Industrie (Textil) durch Fabrikanlagen etwas Bedeutendes in Württemberg geschehen möchte. Die Zeitumstände machen es aber nicht wenigen zu einem gewissen Bedürfnis, eine größere oder kleinere Summe auf höhere Interessen im Lande anzulegen, ohne jedoch viel zu wagen, und sich selbst mit Handels- und Fabrikgeschäften zu befassen.
Gewöhnen sich bei solchen Bedingungen die einheimischen Kapitalisten immer mehr daran, durch Ankäufe von Aktien, indem sie ihren Vortheil wahrnehmen, zugleich den Kunst- und Gewerbefleiß zu unterstützen: so kann für das gemeine Beste nur Zuträgliches und Erfreuliches daraus hervorgehen.“

Kesslers Fabrik auf der Maille war für die damalige Zeit äußerst fortschrittlich. Durch die Gründung der Aktiengesellschaft wollte er zusätzliches Kapital ins Unternehmen holen und rasch expandieren. Denn die 1920 Spindeln, über die sein Betrieb bis dahin verfügte, konnten nicht die Mengen erzeugen, die erforderlich waren, um im Preis mit der britischen und französischen Konkurrenz mitzuhalten. Kessler sah vor, das Grundkapital in Höhe von 150.000 Gulden um 300.000 Gulden in Aktien zu je 500 Gulden aufzustocken. Der Gesamtfonds von 450.000 Gulden sollte jedes Jahr am 30. Juni mit fünf Prozent verzinst werden, die Überschüsse teilweise einem Reservefonds zugeführt werden und die verbleibende Restsumme als außerordentliche Dividende an die Aktionäre ausbezahlt werden.
Selbstbewusst gab Kessler bekannt, dass er selbst die Leitung der Firma übernehmen werde. Kesslers Plan, sein Textilunternehmen in eine Aktiengesellschaft umzuwandeln, ist der erste nachweisbare Vorgang in Württemberg, bei dem ein privater Unternehmer versuchte, eine Textilaktiengesellschaft zu gründen, die mit britischen und französischen Firmen in ernsthaften Wettbewerb treten konnte.
Bereits bei der „Kunst- und Industrie-Ausstellung zu Stuttgart“ im Frühjahr 1827 fiel die neu gegründete Kessler’sche Textilfabrik durch ihre Modernität und Qualität auf. Im Bericht über die Ausstellung heißt es:

„Die Keßler’sche Fabrik ist ein, seit der letzten Kunst-Ausstellung erst entstandenes, ganz neues Etablissement, das sich durch Umfang, Maschinerie, Anlagen, Manichfaltigkeit, Schönheit und Preis-Billichkeit seiner Artikel, vorzüglich dadurch auszeichnet, daß es mehrere, der französischen Industrie eigenthümliche Artikel auf vaterländischen Boden verpflanzt und hier zuerst producirt hat.
Dazu gehören: die Merinos in diesen Graden der Feinheit, die superfeienen Flanell-Shawls, die Decken (von Maschinen gesponnener Zugwolle, auf dem Rahmen geflochten und vollkommen geeignet, die Plumeaux zu ersetzen), die superfeinen gewebten Wolldecken und die superfeinen Hemden-Flanelle.“

So wundert es nicht, dass Kessler zu den Preisträgern zählte und als einer von 32 Unternehmern von König Wilhelm per Dekret vom 25. August 1827 die Berechtigung erhielt, neben sein Markenzeichen die Preismedaille zu setzen. Die Modernität von Kesslers Firma zeigt sich darin, dass sie bereits 1826 eine Umluftheizung und eine Gasbeleuchtung mit 200 Flammen erhielt, die vom Waiblinger Zieglermeister Ernst Bihl in das Fabrikgebäude eingebaut wurde. Der wirtschaftliche Nutzen der künstlichen Beleuchtung wird von der „Schwäbischen Chronik“ klar herausgestellt: „Wie nützlich die Beleuchtung mit Gas wegen ihres gleich verbreiteten starken und doch milden Lichtes oft noch im Besonderen ist, zeigt sich bei der vorerwähnten Maschinerie für Zuggarn-Spinnerei, deren durch Wasserkraft bewegter Theil ohne Gaslicht nicht, wie es jetzt geschieht, Tag und Nacht im Gang erhalten werden könnte.“ ()
Mit seinem Vorhaben, eine große Textilaktiengesellschaft aufzubauen, war Kessler seiner Zeit weit voraus, vielleicht zu weit: In Württemberg gab es durchaus eine größere Schicht potenzieller Investoren. Doch die legte ihr Geld lieber in Immobilien und Staatspapieren an, statt sie in riskantere Industrieprojekte zu stecken. Es dauerte noch zwanzig Jahre, bis in den 1850er Jahren mit Schweizer Kapital baumwollverarbeitende Großbetriebe als Aktiengesellschaften gegründet wurden.
Als Kesslers Projekt, das Textilunternehmen zu einer Aktiengesellschaft aufzubauen, nicht vorankam verlegte er seine Aktivitäten auf die Erzeugung von moussierendem Wein. Bereits 1828 verpachtete er einen Teil seiner Tuchfabrik – und zwar die Spinnerei und die Tuchfabrikation auf der Maille – an seinen Werkführer Conrad Wolf aus Weil der Stadt. 1830 wurden Johannes Merkel (1798–1879) und Ludwig Kienlin, beide aus bedeutenden Ravensburger Kaufmannsfamilien stammend, Teilhaber bei Wolf. Von da an nannte sich die Firma „Merkel & Wolf“, da Kienlin bis 1843 stiller Teilhaber blieb. 1831 wird „Merkel & Wolf“ als eines der größten Gewerbeunternehmen genannt, mit 40 Webstühlen und einer Spinnerei für wollenes Zeug und Kammgarn. Nachdem Wolf aus gesundheitlichen Gründen ausscheiden musste, erhielt das Unternehmen den Namen Merkel & Kienlin, das bis zu seiner Liquidation in den 1970er Jahren die bekannte „Esslinger Wolle“ produzierte.

## Gründung der ältesten Sektkellerei Deutschlands

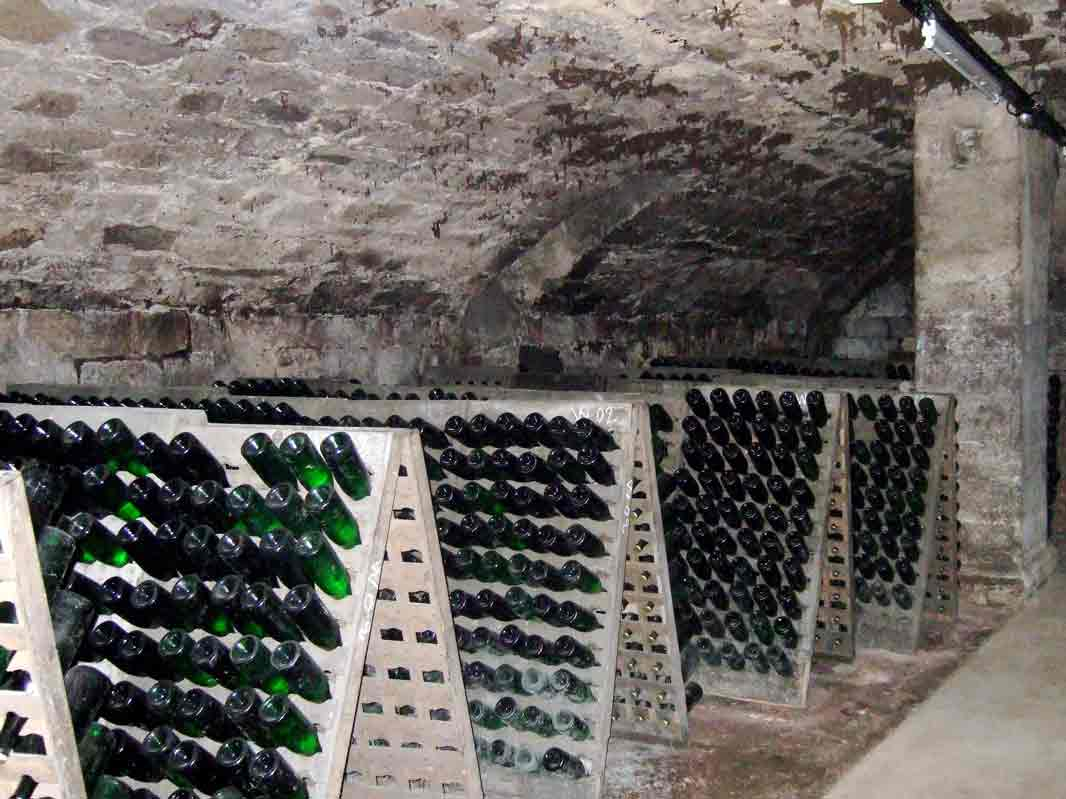
Rüttelpulte im Keller der ehemaligen „Geistlichen Verwaltung“ des Speyrer Pfleghofes, heute Sitz der Sektmanufaktur Kessler.

Am 1. Juli 1826 gründete Kessler mit dem Oberjustizprokurator Heinrich August Georgii die Schaumweinfabrik G. C. Kessler & Co. Bereits 1820 hatte Kessler von seinem Bruder Heinrich das Gut Neuhof (heute: Falkensteiner Hof) bei Oedheim für das Champagnerhaus Veuve-Clicquot gekauft. Zu dem Gut gehörten mehrere Weinberge, eine Bierbrauerei, eine Essigsiederei und eine Branntweinbrennerei. Heinrich war bereits seit 1812 Eigentümer des Gutes, nachdem er es aus dem Nachlass seines Großvaters Johann Georg Balthasar Geßwein (* in Strümpfelbach; † 9. November 1807 in Heilbronn) erworben hatte. Auch der Pächter des Guts, der Chirurg Johann Christoph Strölin (* 8. Dezember 1783 in Altbach) gehörte zum engeren Familienkreis. Kesslers älteste Schwester Christiane Louise (* 19. Mai 1781 in Heilbronn) hatte Strölin in zweiter Ehe am 13. August 1811 in Heilbronn geheiratet.
Im Korrespondenzblatt des Württembergischen Landwirtschaftlichen Vereins berichtete Kessler 1823 über Versuche mit dem Anbau von Buchweizen, dessen Stroh mit „Branntweinspülich vermischt“ nahrhaftes Viehfutter ergebe. In Oedheim versuchte Kessler – vor dem sich abzeichnenden Bruch und sicher mit der Zustimmung von Barbe Nicole – in mehreren Versuchsreihen moussierende Weine mit hochwertigen einheimischen Rebsorten wie Clevner als Hauptrebe, aber auch Riesling, Traminer, Elbling und Gutedel herzustellen. Aus der mehrjährigen Vorbereitung heraus wird verständlich, wie Kessler im Jahr 1826 mit einem Mal in der Lage war, die Herstellung, den Handel und den Verkauf der „moussierenden Weine nach Champagnerart“ aufzunehmen.
Obwohl für die Herstellung „moussirender Weine“ weniger Personal benötigt wurde als für die Textilproduktion, waren hohe Betriebsmittel erforderlich. Zunächst mussten erhebliche Summen für die Etablierung des Unternehmens und die Markteinführung eines völlig neuen Produktes – Schaumwein aus deutscher Produktion – aufgebracht werden. Da für die Sekterzeugung große Lager- und Kellerflächen benötigt werden, fielen hohe Immobilieninvestitionen sowie Miet- und Pachtzinsen an. Hinzu kam ein hoher Mittelaufwand für den Kauf der Grundweine. Kessler kaufte nur hohe Qualitäten aus besten Lagen, um mit französischen Erzeugnissen konkurrieren zu können. Er vermied es jedoch, französische Produkte nachzuahmen oder zu imitieren:

„Obgleich Herr Keßler, es verschmähend, seinem inländischen Erzeugnisse einen fremden Namen zu geben, den Wein nur als ‚schäumenden Württemberger Wein‘ in den Handel bringt, und dadurch die Solidität seines Unternehmens verbürgt, so hat diese Vorsicht dennoch den dem so ausgezeichneten Produkte mit vollem Rechte gebührenden Namen Champagner im Publikum nicht verdrängt.“

In den ersten Jahren kümmerte sich Kesslers Partner Heinrich August Georgii persönlich um den Einkauf. „Kurz vor dem Herbste reist gewöhnlich ein Teilhaber der Compagnie in verschiedene Orte, wo schwarze Clevner und Rieslinge gepflanzt werden, die durch vorzügliche Lagen bekannt sind. Ist der Vertrag abgeschlossen und die Lesezeit tritt ein, so kommt ein Abgeordneter von der Compagnie, lässt die Trauben abschneiden, wobei jedoch keine faulen Beeren seyn dürfen, weil diese den Wein leicht gelblich machen, und sogleich ungequetscht auf die Kelter bringen, wo der Saft durch einen leichten Druck ausgepreßt und sogleich in Fässer gefüllt nach Esslingen transportiert wird. Dieses Beharren auf Qualität war ausschlaggebend für den Erfolg des Unternehmens und schuf Vertrauen bei den Kunden, die für das neue Produkt erst gewonnen werden mussten. Viele Nachahmer hatten hingegen keinen langen Bestand.“ ()

## Der Weinbau in Württemberg zu Beginn des 19. Jahrhunderts
In den ersten Jahren war es für Kessler nicht immer einfach, hochwertige Grundweine für die Schaumweinerzeugung zu beschaffen. Dies lag an der Entwicklung des Weinanbaus in Württemberg seit dem Dreißigjährigen Krieg und den Belastungen, die mit der Serie von Kriegen, Plünderungen und Verwüstungen verbunden waren, die das Land erfassten. Zu den Folgen des Pfälzischen Erbfolgekrieges (1688–1697), des Spanischen Erbfolgekrieges (1701–1714/15) und der Napoleonischen Kriege kam eine spürbare Abkühlung des Klimas zu Beginn des 18. Jahrhunderts hinzu, die Missernten begünstigte und den Anbau hochwertiger Rebsorten beeinträchtigte. Bis zu Beginn des 17. Jahrhunderts spielte der Qualitätsweinbau in Württemberg eine bedeutende Rolle. Weit verbreitet waren seit dem 15. Jahrhundert Traminersorten, die aus heimischen Sorten gekreuzt wurden und hochwertige, mittelschwere bis schwere Weißweine hervorbringen. Im 18. Jahrhundert waren Massenträger wie die Putzscheere und Rebsorten wie Silvaner, Elbling und Trollinger weit verbreitet. Auf höchstens einem Fünftel der Rebfläche wuchsen damals höhere Qualitäten wie Muskateller, Traminer und die Burgundersorten. Für hochwertige und teure Weine gab es bis zum 19. Jahrhundert in Württemberg zudem nur eine begrenzte Nachfrage, weshalb die Weinproduzenten dem Bedürfnis einer breiten Käuferschicht nach billigen und einfachen Weinen nachkamen.
In der ersten Hälfte des 19. Jahrhunderts wurden die Grundlagen für den Qualitätsweinanbau in Württemberg gelegt. Die Sektkellerei Kessler hatte einen wichtigen Anteil daran. Denn Kessler benötigte für die Schaumweinerzeugung hochwertige Grundweine. Schnell zeigte sich, dass die Weingärtner zum Anbau hochwertiger Varietäten wie dem Clevner bereit waren, wenn die Abnahme garantiert war. Die häufigsten Rebsorten im oberen Neckartal waren Silvaner, weißer und roter Elbling, Trollinger und etwas weniger Gutedel und Clevner, in Esslingen zudem kleiner roter Veltliner, Hansen genannt. Die Winzer profitierten unmittelbar von der gestiegenen Nachfrage nach Qualitätswein. In der Beschreibung des Oberamts Eßlingen aus dem Jahr 1845 heißt es:

„Zugleich wirkt sie (gemeint ist die Sektkellerei Kessler) durch die hohen Preise, welche sie für die edlen Traubensorten bezahlt und welche die gewöhnlichen Herbstpreise um das Drei- und Vierfache übersteigen, sehr aufmunternd für die Verbesserung des württembergischen Weinbaus. Für die Stadt selbst ist das Geschäft durch den vermehrten Verkehr wichtig, welcher durch die Beifuhr des Weinmostes und der verschiedenen Betriebsbedürfnisse und durch die Versendung der Weine herbeigeführt wird.“

Kessler kaufte seine Grundweine jedoch nicht nur regional ein, was sich daran zeigt, dass in Esslingen trotz der Nähe zu seiner Firma nicht mehr Clevner angebaut wurde als zuvor. Vielmehr erwarb die Kellerei die Trauben gezielt aus guten Clevner- und Rieslinglagen – beispielsweise im Jahr 1857 aus Heilbronn, Flein, Ortenberg, Weinsberg, Kleinbottwar, Hoheneck, Stetten, Lehrensteinsfeld, Hanweiler und Hecklingen. Auf der verbesserten Qualität der Grundweine gepaart mit sorgfältiger Verarbeitung und gekonnter Vermarktung beruhte der anhaltende Erfolg des Kessler'schen Produkts. Der Theologe und Schriftsteller Carl Theodor Griesinger misst Kessler eine wichtige Rolle bei der Verbesserung des Weinbaus in Württemberg in der ersten Hälfte des 19. Jahrhunderts zu:

„Württemberger Wein ist wohlfeil und man kann lange bei ihm aushalten. (…) Und – wenn man starken Wein will – haben wir nicht eine Weinverbesserungsanstalt, die die edelsten Rheinweintrauben bei uns eingeführt hat und dazu Burgunder- und Champagner Reben von der edelsten Sorte? Und ist nicht der Wein bereits so verbessert und veredelt worden, dass Fremde oft glauben, ächten Sillery-Moussé zu trinken, während es nur ein Esslinger oder Heilbronner Fabrikat ist? Haben nicht Clevner und Traminer, an die kein Bordeaux oder Deidisheimer hin darf? Wird nicht Württemberger übers Meer verführt, ins ferne Amerika und die demokratischen Kaufleute daselbst trinken ihn lieber als die französischen Weine, ob er gleich theurer kommt, als diese? Bey Gott! Württemberg ist ein Weinland, das sich mit jedem Anderen messen darf.“

## Kapitalquellen

Das älteste Etikett der Sektmanufaktur Kessler aus der Zeit um 1826/1830. Kessler verweist auf seine frühere Teilhaberschaft bei Veuve Clicquot-Ponsardin

Kessler und Georgii füllten 1826 die ersten 4000 Flaschen ab, die ein Jahr später in den Handel kamen. Im „Schwäbischen Merkur“ vom 5. Januar 1828 warben die beiden Gründer für den Jahrgang 1826:

„Wir beehren uns, das Publikum hiermit zu benachrichtigen, dass wir bei Herrn Spindler in Stuttgart, Herrn Bossert in Tübingen, Herrn Schumann in Esslingen Niederlagen (gemeint sind Verkaufsniederlassungen, Anm. d. Vf.) von dem durch uns nach Champagner-Art bereiteten hieländischen moußirenden Weine vom Jahr 1826 errichtet haben, und daß bei denselben einzelne Flaschen um 1 Fl. 36 kr. zu kaufen sind. Wer wenigstens 25 Flaschen bestellen will, kann sich auch unmittelbar an uns wenden, worauf wir nichts weiter als 1 fl. 24 kr. für die Flaschen nehmen werden, jedoch so, daß der Besteller die Verpackungskosten, die Fracht und den unterwegs etwa statt habenden Bruch zu tragen hat.“

Die Resonanz auf die Produktion des ersten Schaumwein-Jahrgangs aus dem Hause Kessler übertraf alle Erwartungen. „Herr Keßler in Esslingen hat im letzten Herbste Versuche gemacht, Most von Clevner und Elbling auf Champagner Art zu bereiten und beiderlei Weine, besonders der Clevner, haben, so weit sie sich im ersten halben Jahre beurteilen lassen, in Beziehung auf Geschmack, Farbe und Moussiren ein sehr günstiges Resultat geliefert.“ 1827 wurden bereits 30.000 und 1828 54.000 Flaschen gezogen. 1842, in Kesslers Todesjahr, wurden bereits 140.000 Flaschen produziert.
Die erste Produktionsstätte für Kessler Sekt war die Kelter des Kaisheimer Pfleghofes. Das Gebäude einschließlich größerer Weinbergflächen am „Schöneberg“ (heute „Burgberg“) gehörte Georgii. Schon bald mussten zusätzliche Keller in der näheren Umgebung gepachtet werden. Darüber berichtet 1834 der Hohenheimer Professor Wilhelm Heinrich Theodor Plieninger (1795–1879), der 1832 bis 1848 wissenschaftlicher Sekretär der landwirtschaftlichen Centralstelle war:

„Noch vor dem Herbste das Jahres 1827 wurde von den Herren Kessler und Georgii die ehemalige sogenannte Klösterles-Kelter (des Kaisheimer Pfleghofes, Anm. d. Vf.) nebst dem darunter befindlichen Keller angekauft, und in beiden die in der Champagne stattfindenden, zur Behandlung von moussierenden Weinen nothwendigen Einrichtungen getroffen. Von den Weinen des fraglichen Herbstes wurden 30.000 Flaschen gefüllt; die Ziehung des Jahres 1828 betrug sodann 54.000 Flaschen, die vom Jahr 1830 (im Jahr 1829 war der Most zu gering) etliche 30.000, vom Jahr 1831 72.000 und vom Jahr 1832 44.000 Flaschen. Der Umstand, dass die moussierenden Weine erst nach Verlauf von 1½ bis 2 Jahren versandt werden können, machte den Besitz weiterer geeigneter Gebäude und Keller selbst in dem Fall einer Reduktion der jährlichen Ziehungen auf 30 oder 40.000 Flaschen notwendig; es wurden daher die der hiesigen Stiftung gehörigen, sehr geräumigen, die vormalige Stiftungskelter bildenden Lokale nebst den darunter befindlichen Kellern und einem anstoßenden weiteren Keller angekauft. Nach der diesen Lokalen alsbald gegebenen Einrichtung wurden diese für die diesjährige in 57.000 ganzen Flaschen bestehende Ziehung von dem Weine des vorigen Jahres benützt.“

Damit begann der stufenweise Erwerb der Keller und Gebäude auf dem Areal des ehemaligen Speyrer Pfleghofes zwischen der Esslinger Stadtkirche St. Dionys und dem Alten Rathaus, die im Jahr 1866 abgeschlossen war. Bis heute ist der historische Speyrer Pfleghof und die an ihn grenzenden Zunft- und Bürgerhäuser der Sitz von Kessler Sekt.
Eine Besonderheit der Sekterzeugung war, dass die Produktion über längere Zeit vorfinanziert werden musste. Der in Flaschen gärende und reifende Wein wurde über viele Monate gelagert, ehe er als Schaumwein verkauft werden konnte. Hinzu kamen Produktionsverluste durch zu schwache Gärung oder Flaschenbruch, der bis weit in die 1830er Jahre bis zu 50 Prozent der befüllten Flaschen betraf. Berechnungen ergaben, dass sich das bei der Gründung erforderliche Betriebskapital auf 100.000 bis 150.000 Gulden belief.
Das erforderliche Kapital kam aus mehreren Quellen. Kessler blieb in den ersten Jahren nach der Gründung der Sektkellerei weiterhin als Teilhaber mit seiner Textilfabrik verbunden, so dass er dort anfallende Gewinne aus dem Verkauf der Produkte in den neuen Betrieb investieren konnte. Als sich die Sektproduktion stabilisiert hatte, forcierte er den Verkauf seiner Anteile an der Textilfabrik, um das Wachstum der Sektkellerei zu finanzieren.
Weiteres Kapital kam von Georgii, der mehr als ein Geschäftspartner war. Kessler und Georgii verstanden sich persönlich gut und hatten großes Vertrauen zueinander, so dass es bis 1835 keinen schriftlichen Gesellschaftervertrag gab. Nach Kesslers Tod schrieb Georgii 1846: „Bei der im Jahre 1826 durch Herrn Kessler und mir (…) erfolgten Begründung der Weinhandlung G. C. Kessler & Co. wurde zwischen den beiden Gründern und Gesellschaftern ein schriftlicher Gesellschaftsvertrag nicht errichtet. Die Gesellschafter waren aber über die Hauptpunkte einig.“ ()
Die dritte Kapitalquelle war die von Königin Katharina ins Leben gerufene „Württembergische Landessparkasse“ in Stuttgart – eine Vorläuferorganisation der heutigen Landesbank Baden-Württemberg. Kessler erhielt 1833 einen Kredit in Höhe von 20.000 Gulden gegen Verpfändung einer Forderung an die Gebrüder Hardtmann aus einem Verkauf der Kesslerschen Weberei. Dies ist ein frühes Zeugnis für eine Kreditvergabe durch ein staatliches Bankinstitut an einen Privatunternehmer. An der Spitze der „Württembergischen Landessparkasse“ stand seit 1818 der Stuttgarter Kaufmann und Tuchhändler, der Geheime Hof- und Domänenrat Gottlob Heinrich Rapp, ein Onkel des Dichters Gustav Schwab, der wiederum zum Freundeskreis Kesslers gehörte. Rapp zählte zu den einflussreichsten Persönlichkeiten des öffentlichen Lebens seiner Zeit in Württemberg. König Friedrich I. von Württemberg übertrug dem geschickten Geschäftsmann 1808 die Direktion der „Königlichen Tabakregie“, er ernannte ihn zum Vorstand der Salinengefällverwaltung, später zum Oberfinanzrat und bestellte ihn 1814 zum Kontrolleur der Hofbank. König Wilhelm I. ernannte ihn zum Hofbankdirektor und zum Vorsteher der Württembergischen Landessparkasse. Rapp und der Verleger Johann Friedrich Cotta gehörten zum Vertrautenkreis der Königin Katharina. Weit über die Landesgrenzen hinaus war Rapp als Kunstkenner und Mäzen bekannt, Goethe nannte ihn einen „wohlunterrichteten Kunstfreund“.
Die ersten Sektflaschen bezog Kessler aus dem Schwarzwald, in den ersten Jahren vorzugsweise von der königlichen Glashüttenverwaltung in Schönmünzach, später von der Hütte Buhlbach und der Glashütte Böhringer in Freudenstadt. Die Buhlbacher Flaschen kosteten 15 Gulden das Hundert, halbe Flaschen 10 Gulden das Hundert. Bereits 1833, kurz vor dem Beitritt Württembergs zum Deutschen Zollverein, der einen einheitlichen Wirtschaftsraum bewirkte, hatte Kessler rund 150.000 Flaschen im Bestand.

## Von Esslingen „in alle Weltgegenden“
Die Zahl der Kunden stieg von 130 im Jahr 1829 auf 523 im Jahr 1834. Hauptabsatzgebiet war in den ersten Jahren Württemberg mit über 80 Prozent, gefolgt von Bayern. Das Verhältnis änderte sich seit Gründung des Deutschen Zollvereins. In den 1840er Jahren stammten über 50 Prozent der Kunden aus den Staaten des Deutschen Zollvereins, vor allem aus Bayern, Sachsen, Thüringen und Preußen. Schon 1839 war ein Vertreter der Firma namens Johann Eichhorn mit Sitz in Mannheim zuständig für den Verkauf in Baden, Hessen, Preußen, Sachsen und Bayern. 1842 gab es einen Vertreter in Berlin, 1846 für Bayern.
Ein besonderes Geschick hatte Kessler darin, sein Produkt im Ausland zu vermarkten. Hier kamen ihm die bei Veuve Clicquot gewonnenen Erfahrungen zugute, wo er nach dem Wiener Kongress den Export, vor allem nach Russland, nennenswert steigern konnte. Unmittelbar nach Gründung des Unternehmens begann er, für Kessler-Sekt in Österreich, Großbritannien, den Niederlanden und vor allem Russland zu werben.

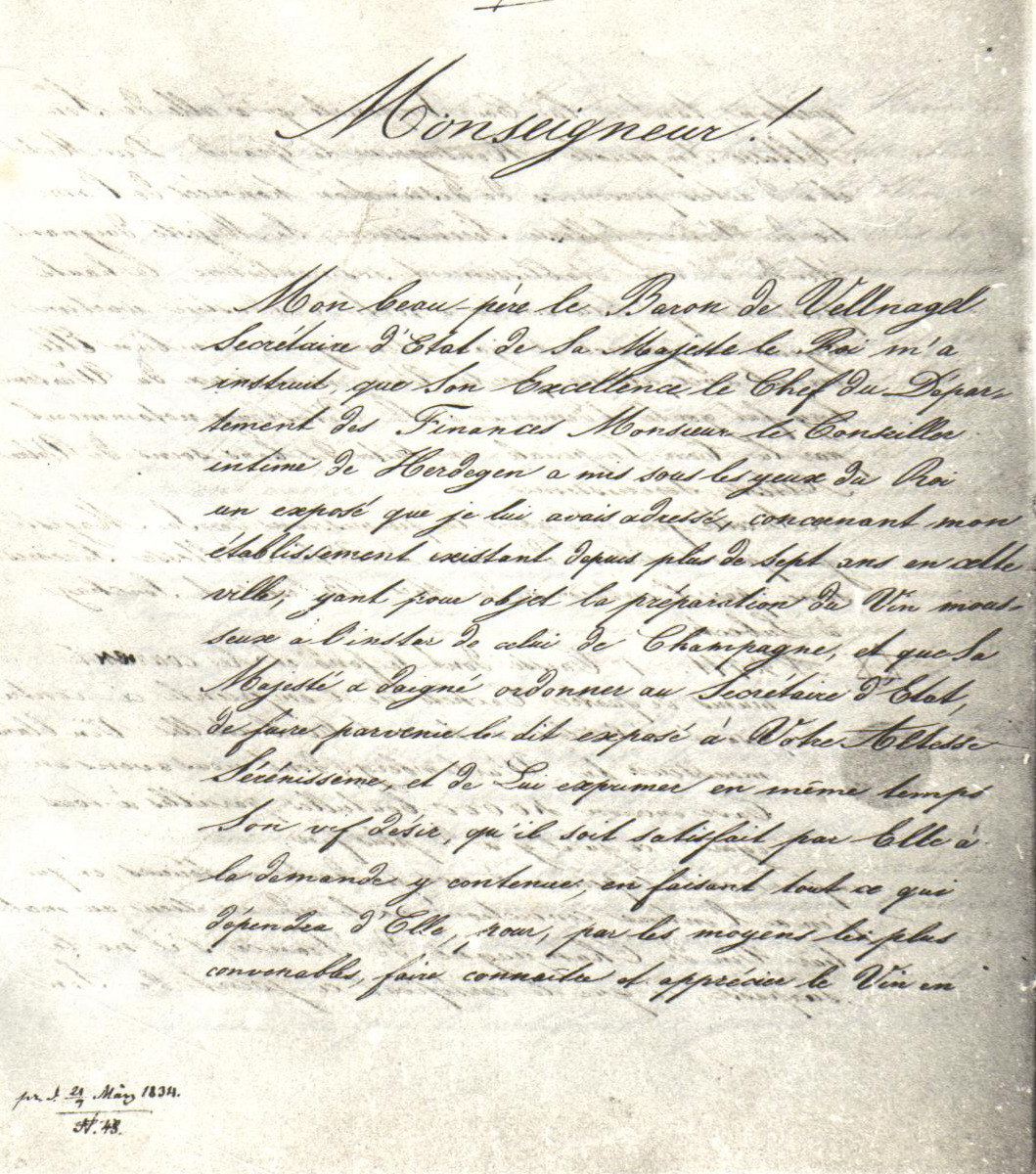
Schreiben Georg Christian Kesslers an den württembergischen Gesandten in St. Petersburg, Fürst von Hohenlohe-Kirchberg, mit der Bitte sein Unternehmen bei der Einführung „moussirender Weine“ in Russland zu unterstützen

Im Frühjahr 1830 schickte Kessler 300 Probeflaschen nach Sankt Petersburg. Im Frühjahr 1831 konnte er bereits 6.000 Flaschen seines moussierenden Weines in die russische Hauptstadt liefern. Mit diesem Markt war Kessler vertraut, seit er nach den napoleonischen Kriegen gemeinsam mit dem Handelsagenten Louis Bohne den Export des Hauses Clicquot nach Russland aufgebaut hatte. Um die Ausfuhr nach Russland zu steigern, nutzte Kessler 1834 seine Verbindungen zur württembergischen Regierung und zu König Wilhelm I. Sein Schwiegervater, Staatsminister Baron von Vellnagel, öffnete Kessler die Türen: Mit Empfehlung des Königs wurden dem württembergischen Gesandten in Russland, dem Fürsten zu Hohenlohe-Kirchberg, via Lübeck 60 Flaschen „deutscher moussirender weißer Wein“ aus dem Hause Kessler nach St. Petersburg geschickt. Der Fürst bat daraufhin den Direktor des Wirtschaftsdepartements in St. Petersburg um Unterstützung bei der Einführung des Kessler’schen Sekts in Russland. So gingen bald Sendungen an den Zarenhof, die Hofhaltung des Großfürsten Michael und weitere Mitglieder des Hochadels. Offenbar hatte Kessler die Chancen in Russland richtig eingeschätzt. Bis zum 16. Mai 1834 wurden via St. Petersburg über die Agenten Hills & Whishaw 5279 Flaschen „vin Traminer“ verkauft, die Flasche zu 4¾ Rubel. 1835 berichteten die Zeitungen, dass für Kessler Russland der wichtigste Markt außerhalb Deutschlands sei.
Ungeachtet der Exportoffensive Kesslers blieb Württemberg das bedeutendste Absatzgebiet. König Wilhelm I. von Württemberg, der württembergische Adel, die Minister und die höhere Beamtenschaft gehörten in den ersten Jahren zu den Abnehmern, denen mittelbar zugleich eine Multiplikatorenfunktion zukam. Ein besonders kritischer Kunde war Herzog Heinrich von Württemberg (1772–1838), der jüngste Brüder König Friedrichs I. Er korrespondierte mit Kessler ausführlich über die Qualität seiner Erzeugnisse und gab wertvolle Ratschläge für die erfolgreiche Vermarktung des „moussierenden Wein“' außerhalb Württembergs. In einem Brief vom 4. August 1833 lobt er den Jahrgang 1830: „Ich habe nun die drey Gattungen Ihres muszirenden Weins genau geprüft – u. diejenige mit Schnur bezeichnete vom Jahr-Gang, 1830 – als die mir am besten behagende gefunden. Dieser Wein ist angenehm, nicht zu stark und dabey am wenigsten Süß – lauter Eigenschaften, die meinem Geschmack entsprechen.“

## Letzte Lebensjahre

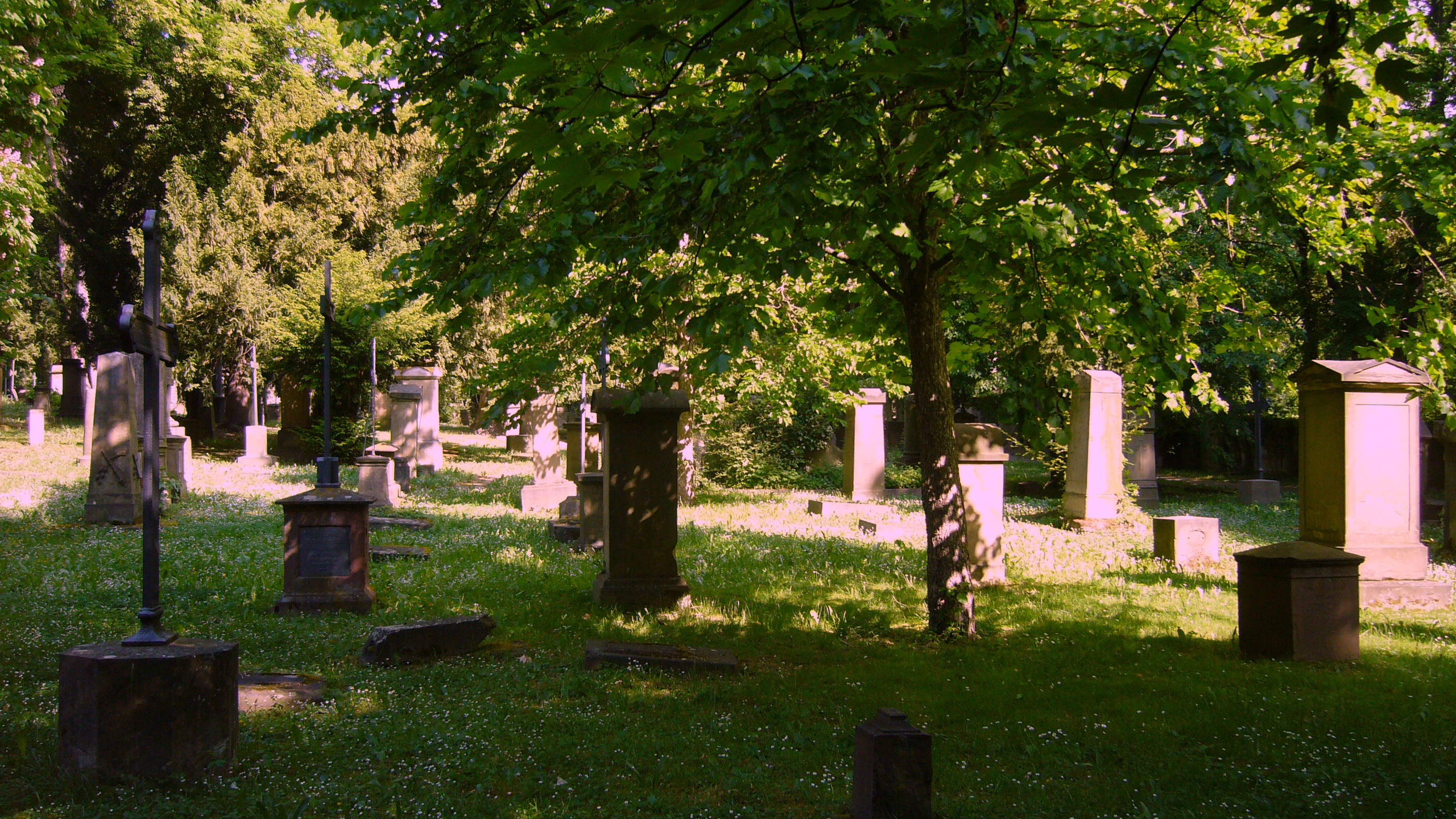
Grabstele der Familie von Vellnagel mit Grabinschrift von Georg Christian von Kessler (Mitte), Hoppenlaufriedhof, Stuttgart

Kesslers Weitblick und Interesse an Neuem zeigte sich in seiner Position gegenüber dem neuen Verkehrssystem Eisenbahn. In einer Liste der Esslinger Aktionäre für den Eisenbahnbau in Württemberg vom 24. März 1836, gehörte Kessler zu den Bürgern, die viel Kapital in den Kauf von Eisenbahn-Aktien investierten, weil sie daran große Hoffnungen für die wirtschaftliche Entwicklung knüpften. Kessler erscheint mit einem Aktienpaket von 3000 Gulden als einer der größten Investoren aus Esslingen, außer ihm riskierten nur zwei Bürger aus Esslingen ähnliche Summen, nämlich der Fabrikant Carl Christian Deffner ebenfalls mit 3000 Gulden und der Rittmeister Karl Friedrich Sigmund von Minkwitz (1795–?) mit 6000 Gulden.
Höhepunkt der gesellschaftlichen Anerkennung von Kesslers Verdiensten um die württembergische Industrie und den Weinbau war die Verleihung des Ritterkreuzes des Ordens der württembergischen Krone durch König Wilhelm I. am 30. Oktober 1841. Mit der Aufnahme in den Orden ist die Erhebung in den persönlichen Adelsstand verbunden. Allerdings erkrankte Kessler bereits im selben Jahr so schwer, dass er damit rechnen musste, die Geschäfte nicht mehr lange fortführen zu können.
Am 1. Juli 1835 trat der junge Carl Weiss-Chenoux (1809–1889) als neuer Gesellschafter in die Firma ein. Wichtig war Kessler, dass nicht nur das önologische Können, sondern auch die kaufmännische Kompetenz in den Händen einer tatkräftigen Unternehmerpersönlichkeit blieb. Seine Frau, sein Sohn und seine Tochter hatten kein ernsthaftes Interesse am Erhalt der Teilhaberschaft. Ihnen erschien der hohe Kapitalbedarf, der in diesen Jahren des Wachstums erforderlich war, zu riskant. Deshalb nahm er mit Zustimmung der anderen Gesellschafter 1841 den Kaufmann Gustav Stitz als weiteren Teilhaber in das Unternehmen auf.

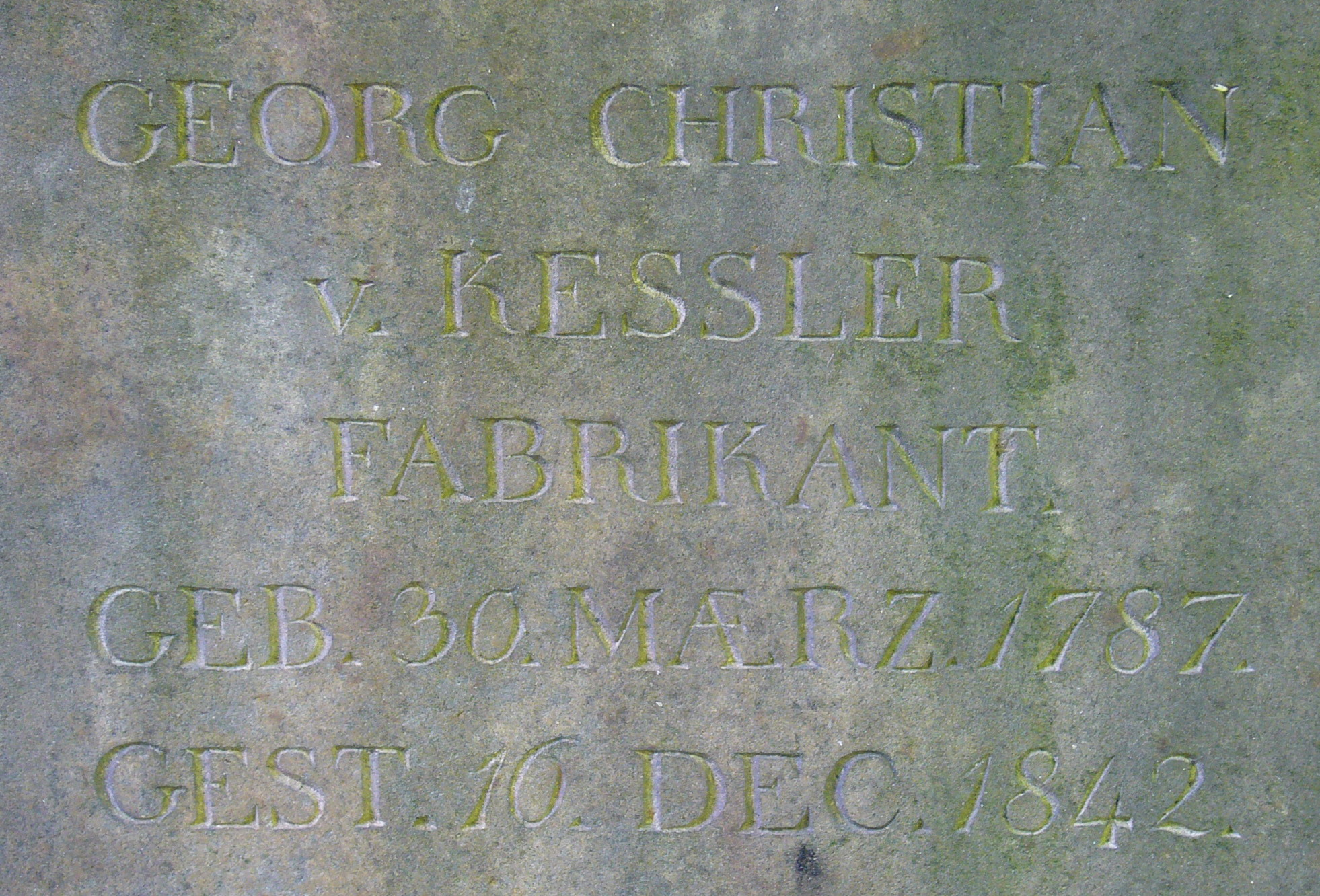
Grabinschrift von Georg Christian von Kessler auf dem Familiengrab der Familie von Vellnagel, Hoppenlaufriedhof, Stuttgart

Wegen des unheilbaren Rückenmarksleidens, das Kessler den Gebrauch von Händen und Füßen schwer machte, zog er sich im Januar 1841 fast vollständig aus dem Geschäftsleben zurück. Er verkaufte an seine Teilhaber seine Anteile für 54.000 Gulden. Die Gesellschafter vereinbarten, dass er noch im selben Jahr 24.000 Gulden in drei Teilzahlungen erhalten sollte. Die restlichen 30.000 Gulden sollten in sechs Raten zu je 5.000 Gulden bezahlt werden. Nur die Geschäfte mit Russland wollte er persönlich fortführen.
Kesslers Zustand verschlechterte sich rasch, so dass er auch auf das Russland-Geschäft verzichtete. Am 16. September 1842 ließ er seinen Geschäftspartnern folgendes Rundschreiben zugehen:

„Ich habe die Ehre, Sie zu benachrichtigen, dass ich mich, infolge von erneuertem vermehrten Unwohlseyn, neben meiner leider unheilbaren Rückenmarks-Krankheit, die mir den Gebrauch der Hände und Füsse ausserordentlich erschwert, genöthigt gesehen habe, auf die mir bey meinem Rücktritt aus der Gesellschafts-Handlung G. C. Kessler & Cie, für mich und meine Erben vorbehaltenen Russischen Geschäfte ebenfalls zu Gunsten meiner Herren Nachfolger zu verzichten. Haben Sie die Güte, hiervon Notiz zu nehmen, um sich wegen der zwischen Ihnen und mir angeknüpften Geschäfte mit besagtem meinen Herren Nachfolgern zu verständigen und zu berechnen. Ich danke Ihnen auf das Verbindlichste für das mir gütigst bewiesene Wohlwollen und Vertrauen und verharre der ausgezeichnetsten Hochachtung ganz der Ihrige G. C. Kessler.“

Bereits am 16. Dezember 1842 starb Kessler 55-jährig in Stuttgart. Er hinterließ seine Witwe mit der 16-jährigen Tochter Anna Friederike (* 2. Januar 1827) und dem 15-jährigen Sohn Georg Karl August (* 14. Februar 1828; † 1868 als Fabrikant in Leipzig). Seine am 2. Juni 1830 geborene Tochter Clara war ihrem Vater 1836 kurz vor der Vollendung des sechsten Lebensjahres an den Folgen einer Hirnhautentzündung im Tod vorangegangen. Kesslers Grab befindet sich auf dem Hoppenlau-Friedhof Stuttgart.
Ohne Zweifel gehört Georg Christian von Kessler zu den profiliertesten und innovativsten Persönlichkeiten in der Frühphase der Industrialisierung Württembergs. Er gehörte einer mit der bürgerlichen Gesellschaft des 19. Jahrhunderts neu entstandenen sozialen Gruppe an, die – befreit von den Zwängen der Stände- und Zunftordnung – ihr Leben aus eigenem Antrieb gestalteten und sich durch Pioniergeist, Risikofreudigkeit, Besitzstreben, Bildung und Erfindungsreichtum auszeichnete. Darüber hinaus wird in Kesslers Nachruf aus dem Jahr 1844 seine soziale Verantwortung und sein Kunstsinn erkennbar, Charakterzüge, die möglicherweise von der Tätigkeit seines Vaters als Stadtrat und Organist beeinflusst worden sind:

„Durch ein offenes gerades Benehmen, durch ein dienstfertiges freundliches Entgegenkommen, durch gefällige Formen, durch Erhabenheit über kleinliche Interessen, durch rege Teilnahme für alles Schöne und Gemeinnützige, durch Freigebigkeit und Gastfreundschaft, Grundsätze seines Charakters, die bei aller Verstimmung in den letzten Lebensjahren nie sich verbargen, hatte er die Achtung und Zuneigung Aller, die mit ihm in Berührung kamen, erworben. Die Unterstützung seiner Geschwister, die alle vor ihm starben und von denen er zweien noch während des letzten Jahren in das Grab nachsehen musste, so wie ihrer Angehörigen wurde er nicht müde. Überhaupt Hilfsbedürftigen wohl tun und seine Umgebungen an seinen Lebensgenüssen Teil nehmen lassen zu können, hielt er für den Hauptgewinn seiner eigenen Tätigkeit und dem glücklichen Endergebnisse seiner Unternehmungen zu verdanken hatte.
Leidenschaftlicher Freund der Tonkunst, fand er einen hohen Genuss darin, wenn zuweilen die Liederkränze von Esslingen auf seinem freundlich gelegenen Landsitze am Neckar sich einfanden und unter dem Klange der Becher, die seine Gastlichkeit ihnen füllte, durch ihre vierstimmigen Gesänge den Abend ihm verkürzten. Gesegnet wird sein Andenken nicht nur bei Allen, denen er näher stand, sondern bei allen Freunden des Vaterlandes, vorzugsweise aber bei den Einwohnern der Stadt Esslingen sein, denen sein Wirken mannigfachen bleibenden Vorteil brachte.“

## Literatur

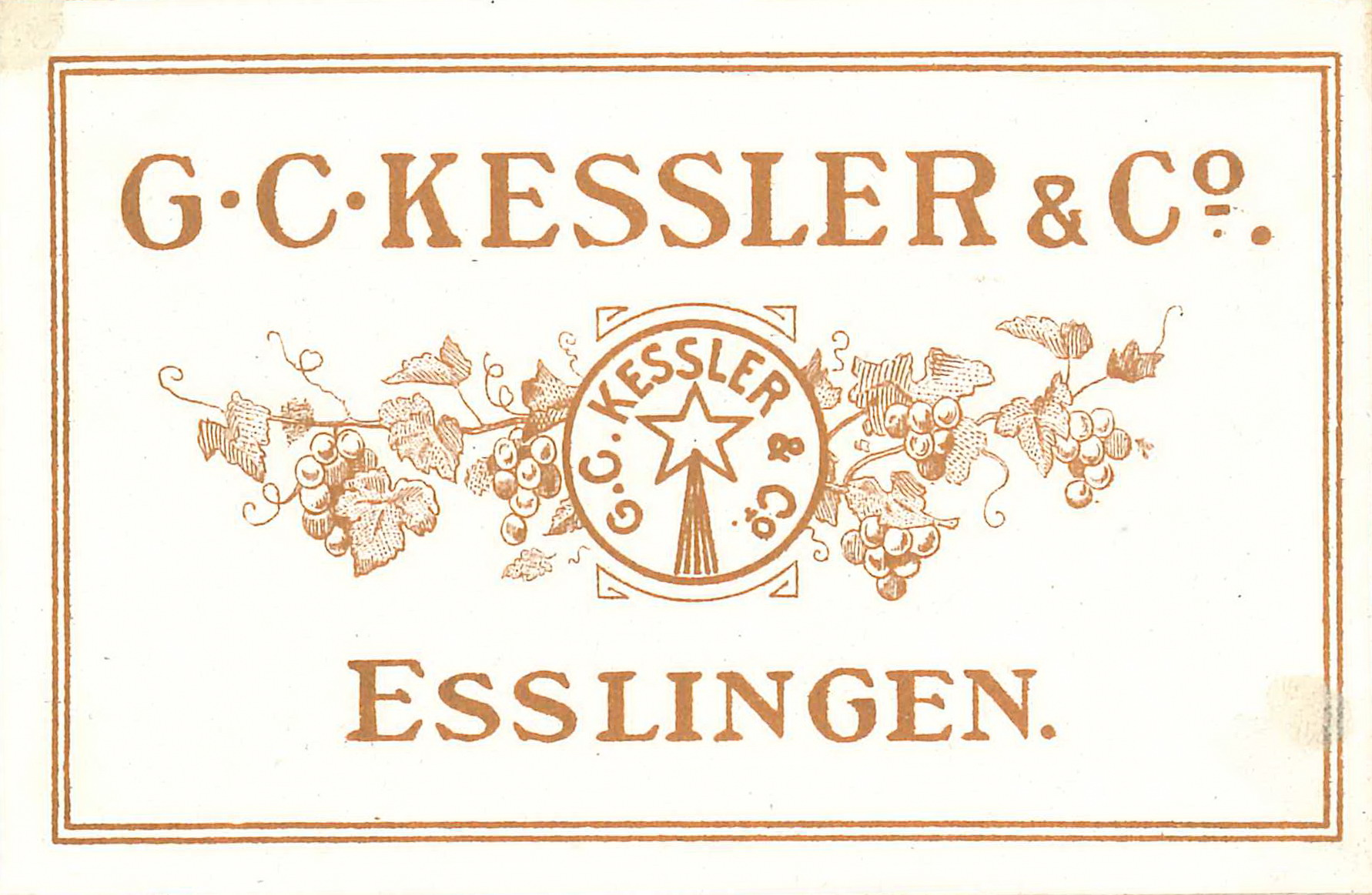
Kessler-Etikett von 1910 für Piccolo-Flaschen mit dem Symbol des „Großen Kometen“ von 1811.

### Gedruckte Quellen
- Correspondenzblatt des landwirtschaftlichen Vereins 1822–1842.
- Gewerbsfreund oder Kunst- und Gewerbe-Anzeiger im Königreich Württemberg. 1. Jahrgang, 1826
- Schwäbischer Merkur mit Beilage Schwäbische Chronik 1823–1831.